# مزرعه عبدالحمید تمری
مزرعه عبدالحمید تمری یک منطقهٔ مسکونی در ایران است که در دهستان ماهیدشت واقع شده‌است.